# Aubry de Montmorency

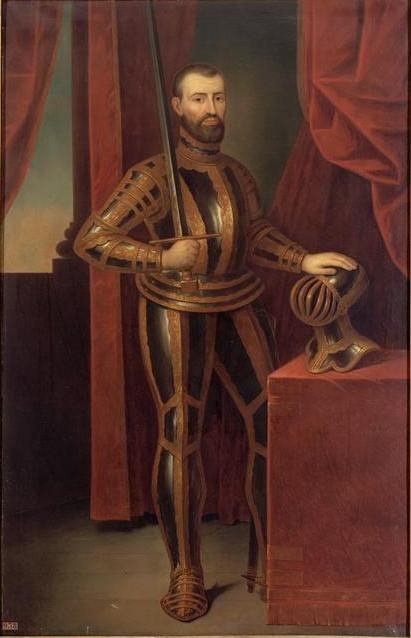
Phantasieporträt aus dem 19. Jahrhundert

Aubry de Montmorency, auch Albéric genannt, (deut: Alberich; † nach 1060) war ein Connétable von Frankreich aus dem Haus Montmorency. Er war ein Sohn des Bouchard le Barbu de Montmorency.
Er wird erstmals mit seinem Vater und seinen beiden älteren Brüdern, Bouchard II. und Gilduin, in einer Urkunde des Grafen Fulko III. Nerra von Anjou vom Februar 1028 genannt. In einer Urkunde König Heinrichs I. aus dem Jahr 1060, in welcher der König den Wiederaufbau der Abtei Saint-Martin des Champs bestimmte, treten Aubry und Bouchard II. als Zeugen auf. Dabei wird Aubry im Amt des Connétable (Alberici connestabularii) genannt, womit er der erste namentlich bekannte Träger dieses Amts und zugleich der erste von insgesamt sechs Connétablen aus der Familie Montmorency ist.
Siehe auch Stammliste der Montmorency